# 他砂乡
他砂乡，是中华人民共和国湖南省湘西土家族苗族自治州龙山县下辖的一个乡镇级行政单位。

## 行政区划
他砂乡下辖以下地区：
他砂村、合力村、光明村、齐心村、冉家寨村、半南村、云峰村、合心村、天桥村、高坪村、高桥村和信地村。